# Chu Văn Biên
Chu Văn Biên (1912–2006) là nhà cách mạng và chính khách Việt Nam, Bí thư Khu ủy Liên khu IV, Chủ nhiệm Ủy ban Nông nghiệp Trung ương, Đại sứ Việt Nam tại Cộng hòa Ấn Độ.

## Tiểu sử
Ông sinh ngày 15 tháng 10 năm 1912 tại xã Tràng Thành, nay là xã Hoa Thành, huyện Yên Thành, tỉnh Nghệ An. Sinh ra trong một gia đình nhà nho nghèo nhưng có truyền thống yêu nước và cách mạng. Ngay từ thời niên thiếu Chu Văn Biên được nghe những câu chuyện của các thủ lĩnh phong trào Văn Thân, Cần Vương chống Pháp như: Nguyễn Xuân Ôn, Lê Doãn Nhã, Nguyễn Văn Ngợi và cuộc khởi nghĩa của Chu Trạc – người bác họ cùng làng. Từ đó hun đúc nên tinh thần và khí phách của người thanh niên yêu nước Chu Văn Biên.
Thuở nhỏ Chu Văn Biên được học chữ Hán ở trường làng, về sau chuyển sang học chữ quốc ngữ tại trường tiểu học Yên Thành. Vốn thông minh nên sau khi tốt nghiệp tiểu học, Chu Văn Biên thi đậu vào trường Quốc học Vinh đạt loại giỏi.

## Quá trình hoạt động cách mạng

### Trước 1953
Vào học tại trường Quốc học Vinh giữa lúc phong trào yêu nước của tri thức, học sinh do Hội Phục Việt phát động đang phát triển mạnh. Cuối năm 1926, Chu Văn Biên gia nhập Hội Phục Việt và hoạt động tích cực trong chi hội Phục Việt trường Quốc học Vinh. Trong thời gian này, tranh thủ những ngày nghỉ, Chu Văn Biên liên hệ với Phan Đăng Lưu về Yên Thành xây dựng cơ sở ở các xã: Tràng Thành, Kim Thành, Giai Lạc, Bút Trận, Cự Phú, Công Trung.
Tháng 9 năm 1929, các tổ chức tiền thân của Đảng ra đời, các chi bộ Đông Dương Cộng sản Đảng được thành lập ở Vinh, Diễn Châu, Anh Sơn... Chu Văn Biên được Nguyễn Phong Sắc, cán bộ lãnh đạo của Kỳ bộ Trung Kỳ giới thiệu và kết nạp vào Đông Dương Cộng sản Đảng tại Chi bộ trường Quốc học Vinh.
Đầu năm 1930, Chu Văn Biên được bổ sung vào Xứ uỷ Trung Kỳ, phụ trách công tác tuyên truyền. Dưới sự chỉ đạo trực tiếp của bí thư Xứ uỷ Trung Kỳ Nguyễn Phong Sắc, Chu Văn Biên đã bám sát các mũi đấu tranh của quần chúng ở Trường Thi – Bến Thủy và những vùng nông thôn như Hưng Nguyên, Nam Đàn.
Cuối năm 1931, phong trào Xô Viết Nghệ Tĩnh bị địch đàn áp khốc liệt, Chu Văn Biên bị bắt giam vào nhà lao Vinh, bị kết án 7 năm tù khổ sai. Năm 1932, Chu Văn Biên bị đày đi nhà tù Lao Bảo. Tại đây ông đã cùng với tù chính trị tổ chức thành lập chi bộ Đảng. Trong tù ông tiếp tục học tập lý luận cách mạng, giáo dục, giác ngộ quần chúng, tổ chức đấu tranh tuyệt thực, phản đối chế độ hà khắc của nhà tù Lao Bảo. Kẻ địch đã xếp Chu Văn Biên vào loại tù nguy hiểm, sau đó tăng lên khổ sai chung thân và đày lên Buôn Ma Thuột.
Tại đây, Chu Văn Biên bắt liên lạc được với Phan Đăng Lưu, tiếp tục đấu tranh với cai ngục. Ông đã cung cấp cho Phan Đăng Lưu nhiều tư liệu quý về nhà đày Lao Bảo, công khai tố cáo chế độ hà khắc của nhà tù đế quốc.
Năm 1943, Chu Văn Biên được trả tự do. Ngay sau khi ra tù ông đã bắt liên lạc với Tố Hữu, Nguyễn Xuân Linh và các cựu tù chính trị khác chuẩn bị khôi phục phong trào gây dựng cơ sở cách mạng.
Ngày 19/5/1945, hội nghị thành lập Ban vận động Việt Minh liên tỉnh được tổ chức tại nhà ông Mười Uyển ở Thành phố Vinh. Chu Văn Biên được bầu làm Ủy viên và được phân công chỉ đạo khởi nghĩa giành chính quyền ở Vinh và các huyện phía bắc Nghệ An.
Ngày 21/8/1945, khởi nghĩa giành chính quyền ở thành phố Vinh thắng lợi, Chu Văn Biên được bầu vào Ủy ban cách mạng lâm thời tỉnh Nghệ An.
Sau ngày Cách mạng Tháng Tám thành công, ông là đại biểu Quốc hội nước Việt Nam Dân chủ Cộng hoà khoá đầu tiên.
Sau đó ông nắm giữ những vị trí: Chính uỷ Mặt trận Bình-Trị-Thiên, Bí thư khu uỷ Liên khu 4. Ông trực tiếp cùng đồng nghiệp ở Liên khu 4 chỉ đạo xây dựng Liên Khu 4 thành địa bàn chiến lược quan trọng, trở thành hậu phương vững chắc trong hai cuộc kháng chiến chống Pháp và chống Mỹ cứu nước.

### Cải cách ruộng đất (1953–1956)
Trong cải cách ruộng đất, Chu Văn Biên được xem là người thực hiện nghiêm túc nhưng cũng khét tiếng hiếu sát. Theo hồi ký Đèn cù của Trần Đĩnh, ông là người đã đấu tố cả mẹ mình khi là bí thư đoàn ủy cải cách ruộng đất Nghệ Tĩnh, ông ngồi trên thềm cao chỉ tay mẹ mình nói: "Tau với mi không mẹ không con mà chỉ là kẻ thù giai cấp của nhau. Tau có phận sự tiêu diệt mi mà mi thì sẽ nhất định chống lại"... Bà mẹ cắn lưỡi không chết, ít lâu sau nhảy giếng tự tử. Nhờ thành tích giết mẹ đó, Chu Văn Biên được Đảng trao chức Thứ trưởng Bộ nông nghiệp.
Sau năm 1954, ông chuyển sang công tác chính quyền làm Bí thư Đảng uỷ, Phó Tổng Thư ký Ủy ban Khoa học Kỹ thuật , Thứ trưởng, Phó Chủ nhiệm Ủy ban Nông nghiệp.

### Sau cải cách ruộng đất
Ngày 17 tháng 10 năm 1972, ông được cử làm Đại sứ đặc mệnh toàn quyền nước Việt Nam Dân Chủ Cộng hoà tại Ấn Độ, kiêm nhiệm Bangladesh và Sri Lanka.
Ông đã được tặng thưởng nhiều huân chương, trong đó nổi bật có Huân chương Hồ Chí Minh, Huân chương Độc lập hạng Nhất, Huy hiệu 70 năm tuổi Đảng.
Ngày 9 tháng 2 năm 2006, Chu Văn Biên qua đời tại Hà Nội. Lễ tang của ông do Phó Thủ tướng Thường trực Nguyễn Tấn Dũng làm trưởng ban.